# إرين بلانشفيلد
إرين بلانشفيلد (بالإنجليزية: Erin Blanchfield؛ مواليد 4 مايو 1999) هي مُقاتلة فنون قتالية مختلطة أمريكية.

## وصلات خارجية
- إرين بلانشفيلد على موقع يو إف سي (الإنجليزية)
- إرين بلانشفيلد على موقع شيردوغ (الإنجليزية)
- إرين بلانشفيلد على موقع Tapology.com (الإنجليزية)